# 栋布地区昂贝略
栋布地区昂贝略（法語：Ambérieux-en-Dombes，法語發音：[ɑ̃beʁjø ɑ̃ dɔ̃b] ⓘ），或纯音译作昂贝略昂栋布，是法国东部安省的一个市镇，位于该省西南部，属于布雷斯地区布尔格区。

## 地理
栋布地区昂贝略（45°59'54"N, 4°54'10"E）面积15.92 平方千米，位于法国奥弗涅-罗讷-阿尔卑斯大区安省，该省份为法国东部省份，北起汝拉省，西北接索恩-卢瓦尔省，西接罗讷省和里昂大都会，南至伊泽尔省，东与萨瓦省、上萨瓦省和瑞士接壤。
与栋布地区昂贝略接壤的市镇（或旧市镇、城区）包括：拉佩鲁斯、蒙蒂约、朗塞、圣让德蒂里尼厄、圣奥利夫、萨维尼厄、维勒讷沃。

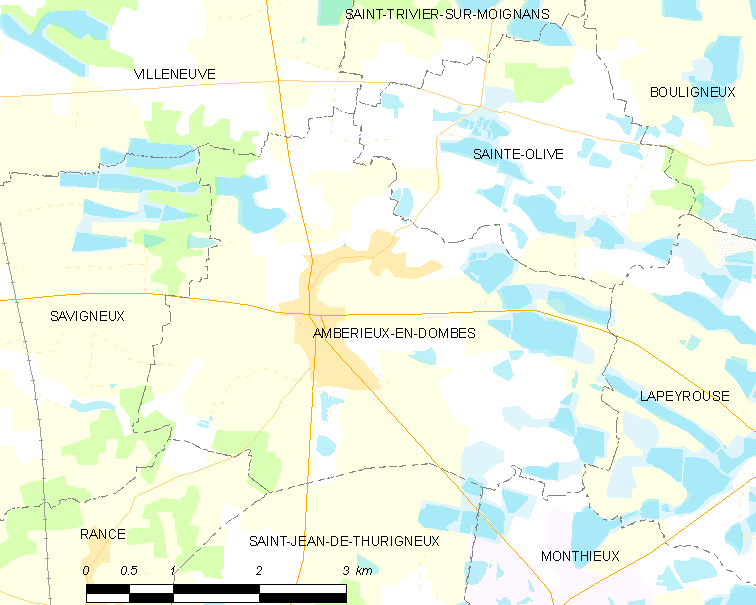
栋布地区昂贝略的OSM定位图

栋布地区昂贝略的时区为UTC+01:00、UTC+02:00（夏令时）。

## 行政
栋布地区昂贝略的邮政编码为01330，INSEE市镇编码为01005。

## 政治
栋布地区昂贝略所属的省级选区为维拉尔莱栋布县。

## 人口

1962-2008年间栋布地区昂贝略人口变化图示

栋布地区昂贝略于2022年1月1日时的人口数量为1917人。